# 胡托尔卡村委员会
胡托尔卡村委员会（俄语：Хуторской сельсовет）是俄罗斯联邦阿斯特拉罕州沃洛达尔斯基区所属的一个村委员会。其下辖有2个居民点，行政中心为新雷昌。据2015年统计，该村委员会的人口为1216人。